# At the Gates (EP)
At the Gates är det ungerska power metal-bandet Wisdoms andra EP, utgiven i december 2007 på Nail Records. Den var bandets sista släpp med trummisen Péter Kern och sångaren István Nachladal.

## Låtlista
1. "Prelude to the Gates" (instrumental) – 1:36
2. "At the Gates" – 3:35
3. "All Alone" – 2:50

## Medverkande
Musiker
- István Nachladal – sång
- Gábor Kovács – gitarr
- Zsolt Galambos – gitarr
- Máté Molnár – basgitarr
- Péter Kern – trummor

Bidragande musiker
- Zoltán Kiss – sång

Produktion
- Gábor Kovács – producent, mixning, mastering
- Péter Sallai – omslagskonst